# Cherokee (Ray Noble)
Cherokee è uno jazz standard, pubblicato nel 1938, - noto anche come Cherokee (Indian Love Song) - scritta da Ray Noble e in origine pensato come primo movimento dei 5 per la Indian Suite (Cherokee, Comanche War, Dance Troquois, Seminole e Sioux Sue).Cherokee è stato registrato negli anni seguenti da molti musicisti e cantanti, quali Charlie Parker, Charlie Barnet and His Orchestra nel 1939, la Count Basie Orchestra, Duke Ellington, Sarah Vaughan nel 1955 e Keely Smith.
Charlie Parker ha usato questo brano come base per la sua composizione Ko-Ko.  Il brano è stato inoltre eseguito da Bud Powell (1950), Clifford Brown, Don Byas, Stan Getz, Lionel Hampton e da Johnny Smith. In Italia una delle interpretazioni più notevoli è quella di Massimo Urbani (album 360° Aeutopia, 1979) e quella di Larry Franco Con Bepi D'Amato (2008)(album All of me)
Il brano è stato cantato da Peggy Lee,  in Jasper in a Jam (1946), The Gene Krupa Story (1959), usato come musica di sottofondo in Racing with the Moon (1984) e Lush Life (1993), un film con protagonisti Jeff Goldblum e Kathy Baker.